# Ольховатский сельсовет (Поныровский район)
Ольхова́тский сельсовет — муниципальное образование со статусом сельского поселения в Поныровском районе Курской области Российской Федерации.
Административный центр — село Ольховатка.

## История
Статус и границы сельсовета установлены Законом Курской области от 21 октября 2004 года № 48-ЗКО «О муниципальных образованиях Курской области».
Законом Курской области от 26 апреля 2010 года № 26-ЗКО в состав сельсовета включены населённые пункты упразднённых Игишевского и Становского сельсоветов. 

## Население
| 2010 | 2012  | 2013 | 2014 | 2015 | 2016 | 2017 |
| ---- | ----- | ---- | ---- | ---- | ---- | ---- |
| 1143 | ↘1038 | ↘993 | ↘953 | ↘910 | ↘880 | ↘879 |
| 2018 | 2019  | 2020 | 2021 |      |      |      |
| ↘866 | ↘846  | ↘824 | ↗854 |      |      |      |

## Состав сельского поселения
| № | Населённый пункт | Тип населённого пункта       | Население |
| - | ---------------- | ---------------------------- | --------- |
| 1 | Буросовка        | деревня                      | 0         |
| 2 | Игишево          | село                         | 212       |
| 3 | Кашара           | деревня                      | 3         |
| 4 | Курган           | хутор                        | 0         |
| 5 | Ольховатка       | село, административный центр | 531       |
| 6 | Подсоборовка     | деревня                      | 4         |
| 7 | Становое         | село                         | 307       |
| 8 | Тёплое           | деревня                      | 86        |